# الکساندر لوهینوف
الکساندر لوهینوف (اوکراینی: Олександр Миколайович Логінов؛ زادهٔ ۲۳ ژوئیهٔ ۱۹۹۱) بازیکن فوتبال اهل اوکراین است.
از باشگاه‌هایی که در آن بازی کرده‌است می‌توان به باشگاه فوتبال کریفباس کریفیی ریه، باشگاه فوتبال دنیپرو، و باشگاه فوتبال استال آلچفسک اشاره کرد.